# NGC 5379
NGC 5379 é uma galáxia espiral barrada (SB0-a) localizada na direcção da constelação de Ursa Major. Possui uma declinação de +59° 44' 36" e uma ascensão recta de 13 horas, 55 minutos e 34,4 segundos.
A galáxia NGC 5379 foi descoberta em 24 de Abril de 1789 por William Herschel.